# Pfarrkirche Annaberg in Niederösterreich

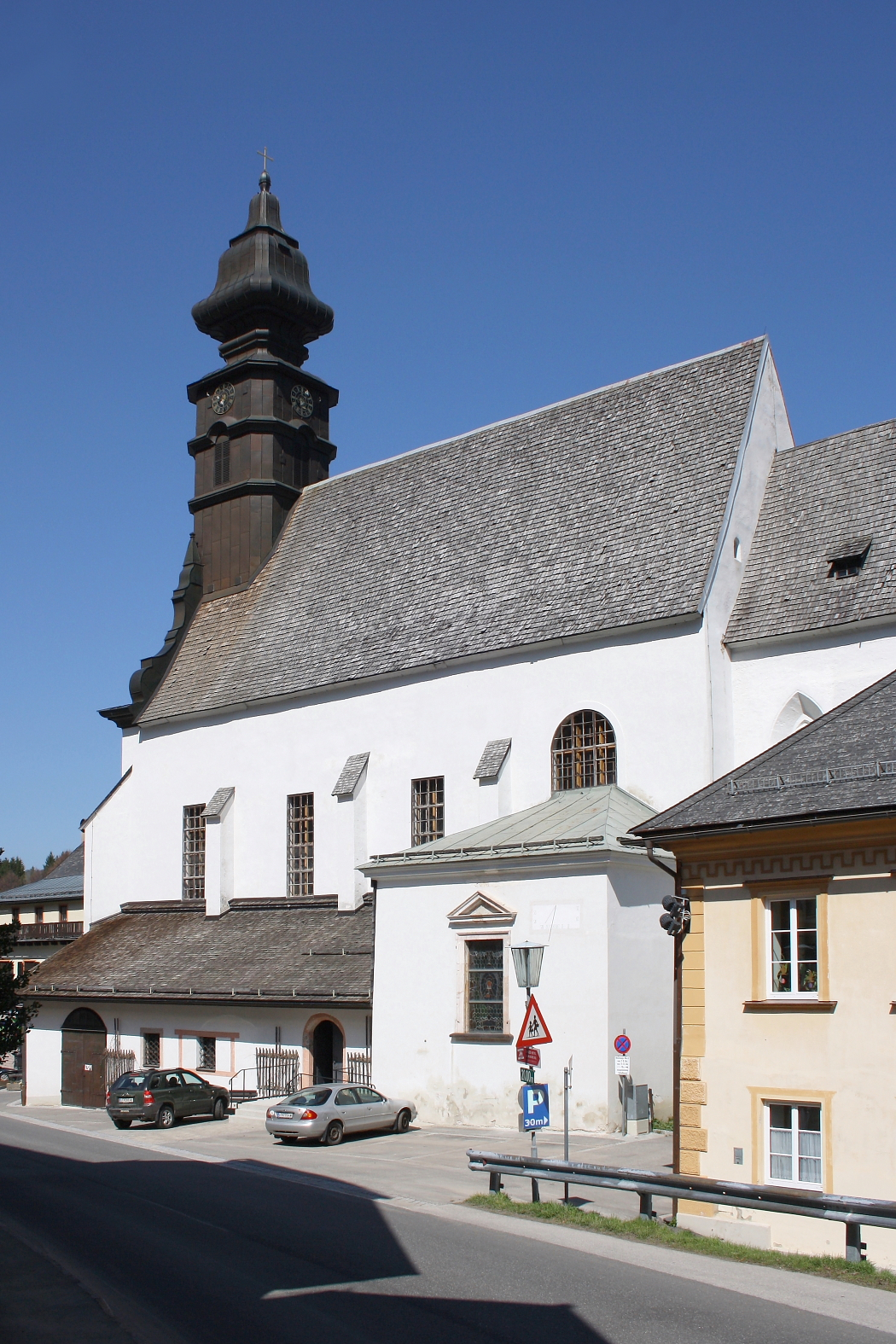
Katholische Pfarr- und Wallfahrtskirche hl. Anna in Annaberg

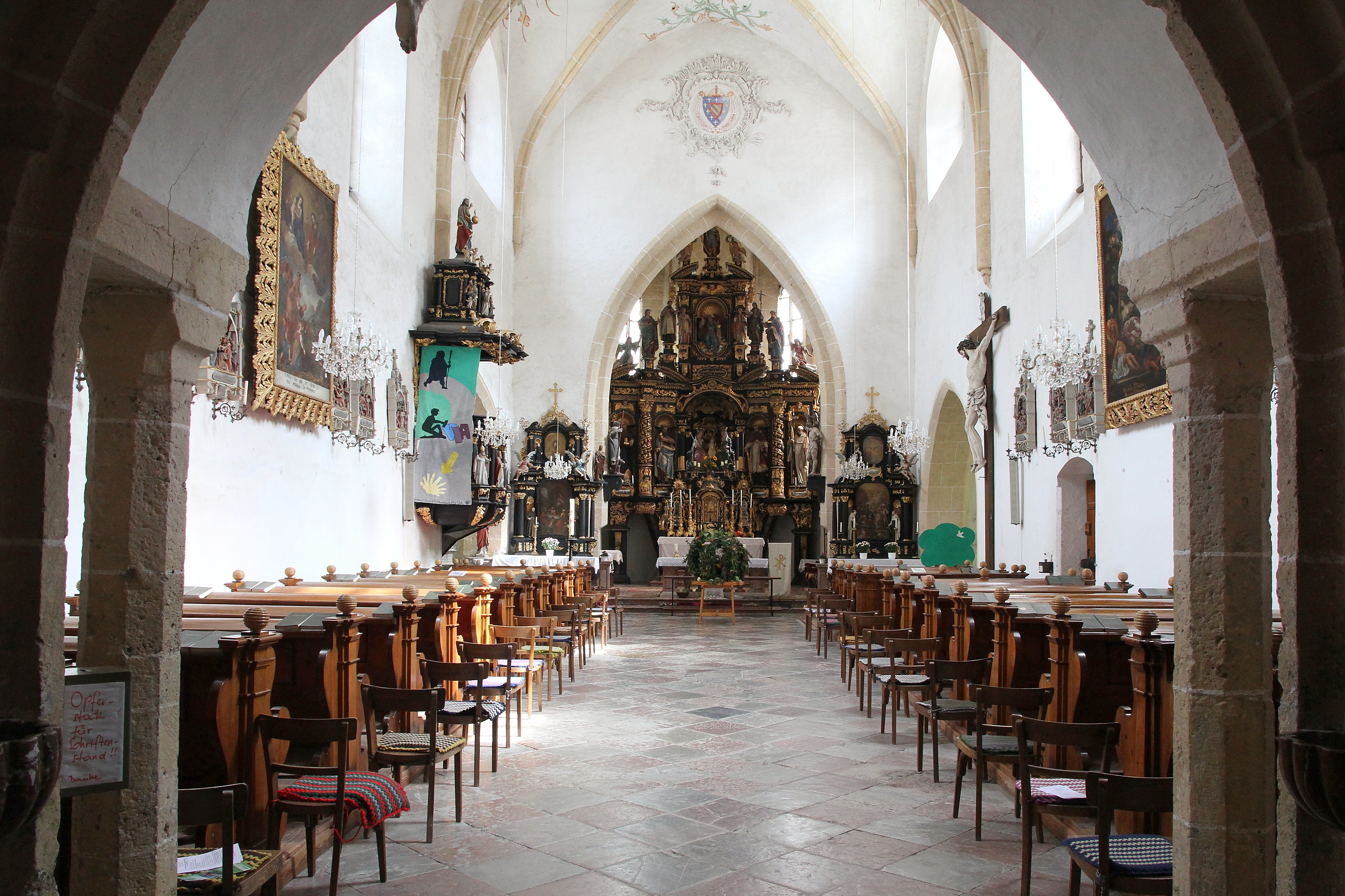
Innenansicht Richtung Hochaltar

Die Pfarr- und Wallfahrtskirche Annaberg in Niederösterreich steht in Annaberg in der Ortschaft Annarotte in der Gemeinde Annaberg im Bezirk Lilienfeld in Niederösterreich. Die der heiligen Anna geweihte römisch-katholische Pfarr- und Wallfahrtskirche – dem Stift Lilienfeld inkorporiert – gehört zum Dekanat Lilienfeld in der Diözese St. Pölten. Die Kirche steht unter Denkmalschutz (Listeneintrag).

## Geschichte
Urkundlich wurde 1217 die Errichtung eines Meierhofes mit einer Kapelle genannt. 1327 wurde die Kapelle erweitert als Steinbau ausgeführt und bildet heute den Chor und die Grundmauern des Langhauses. 1332 wurde die Kirche als neue Kirche genannt. Die Kirche wurde 1382 dem Stift Lilienfeld inkorporiert. Das Langhaus wurde von 1440 bis 1444 über einem Vorgängerbau errichtet und nach Westen um ein weiteres Joch erweitert und gewölbt. 1514 wurde die Kirche durch Ablösung von Turnitz Pfarrkirche. Der Pfarrhof wurde von 1639 bis 1641 angebaut. Dem Westportal wurde im 17. Jahrhundert eine Steintreppe vorgelegt. Von 1668 bis 1710 wurden die Langhausfenster vergrößert und die Ausstattung verändert. Der Westfront wurde 1753 ein Dachreiter nach den Plänen des Baumeisters Johann Pauli aufgesetzt. 1898 war eine Innenrestaurierung, 1953/1956 eine Gesamtrestaurierung, 1992 eine Sanierung des westlichen Dachreiters, 1993 eine Außenrestaurierung.

## Architektur
Die Kirche ist eine der ersten Wallfahrtsstätten zur hl. Anna. Die Wallfahrtskirche liegt an der Via Sacra nach Mariazell. Sie ist wegen der mittelalterlichen Architektur und der weitgehend frühbarocken Ausstattung und wegen der weithin sichtbaren Anlage auf der Passhöhe an einem steil nach Osten abfallenden Gelände bemerkenswert. Die Kirche ist im Grundriss und in der Höhe mehrfach gestaffelt und bildet mit dem frühbarocken Pfarrhof ein bauliches Ensemble. Die steilen Schindeldächer und die weißen bzw. hellgrauen Putzfassaden bestimmen die Geschlossenheit der Anlage stark. Am Chor und am Langhaus sind hohe abgestufte Strebepfeiler mit gotischen und spätgotischen Spitzbogenfenstern und am Langhaus durch die barocke Adaptierung mit vergrößerten Rechteckfenstern und einem höher gelegenen Rundbogenfenster. Die Westfront ist hoch und schlank gegliedert und zeigt ein zentrales mehrfach gestuftes profiliertes Spitzbogengewände mit einem inneren Schulterportal auf einer vorgelegten Steintreppe mit flankierenden kugelbekrönten Pfeilern. Das Portal zeigt an den Türflügeln teils alte Beschläge. Über dem Westportal ist ein Spitzbogenfenster und darüber über einem ausladenden Kranzgesims der hohe Dachreiter aus 1753. Der Dachreiter ist mit Gesimsen gegliedert und trägt eine Haube und ein Kreuz.

## Ausstattung
Im Jahr 1954 wurde im Gewölbe und unter der Westempore spätgotische Rankenmalerei aus den Jahren 1440 bis 1444 freigelegt und restauriert. Der Kirchenboden besteht aus farbig variierten, schachbrettartig verlegten Kalksteinplatten.
Der frühbarocke Hochaltar von 1686 mit einem dreigeschoßigen Aufbau ist reich mit Statuen und vergoldeten Ornamenten besetzt. Die Seitenaltäre stammen aus der 17./18. Jahrhundertwende, wobei der nördliche Seitenaltar mit einer spätgotischen Steinmensa ausgestattet ist.
Die Orgel aus dem Jahr 1898 mit 14 Registern ist ein Werk des Ybbser Orgelbauers Max Jakob (1847–1918), der das alte Gehäuse aus der 17./18. Jahrhundertwende wiederverwendete.

## Bildergalerie

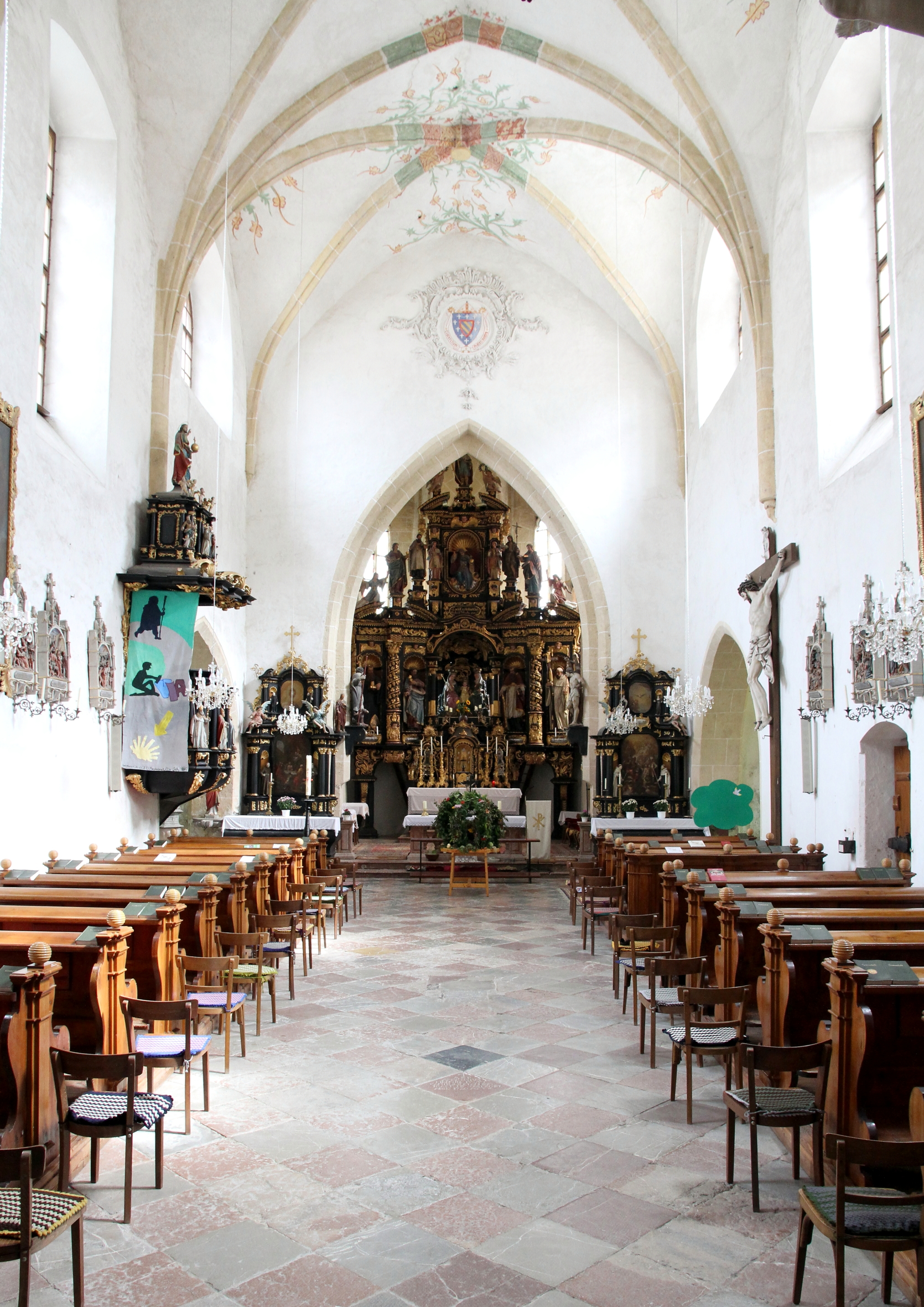
Langhaus
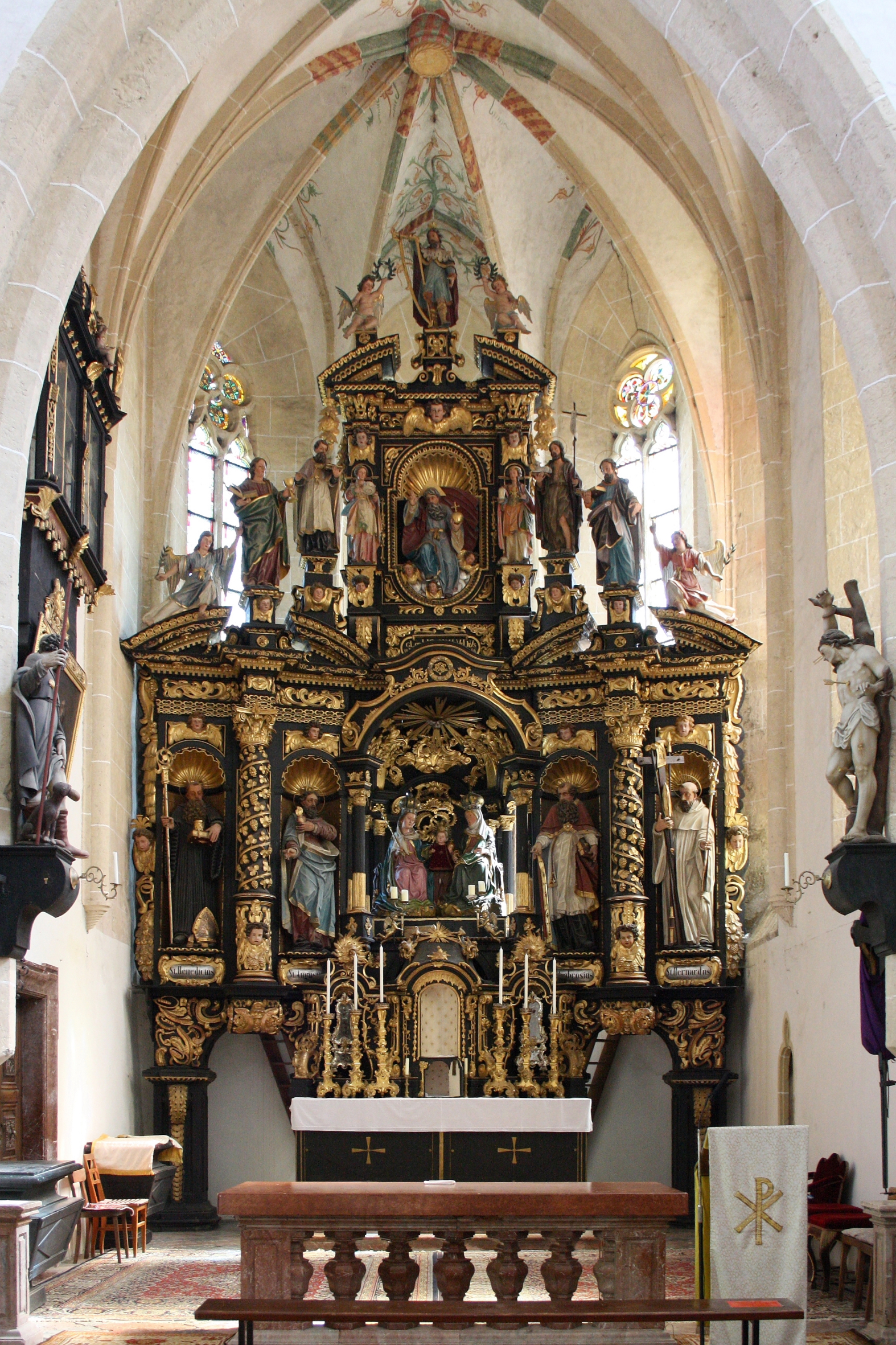
Hochaltar
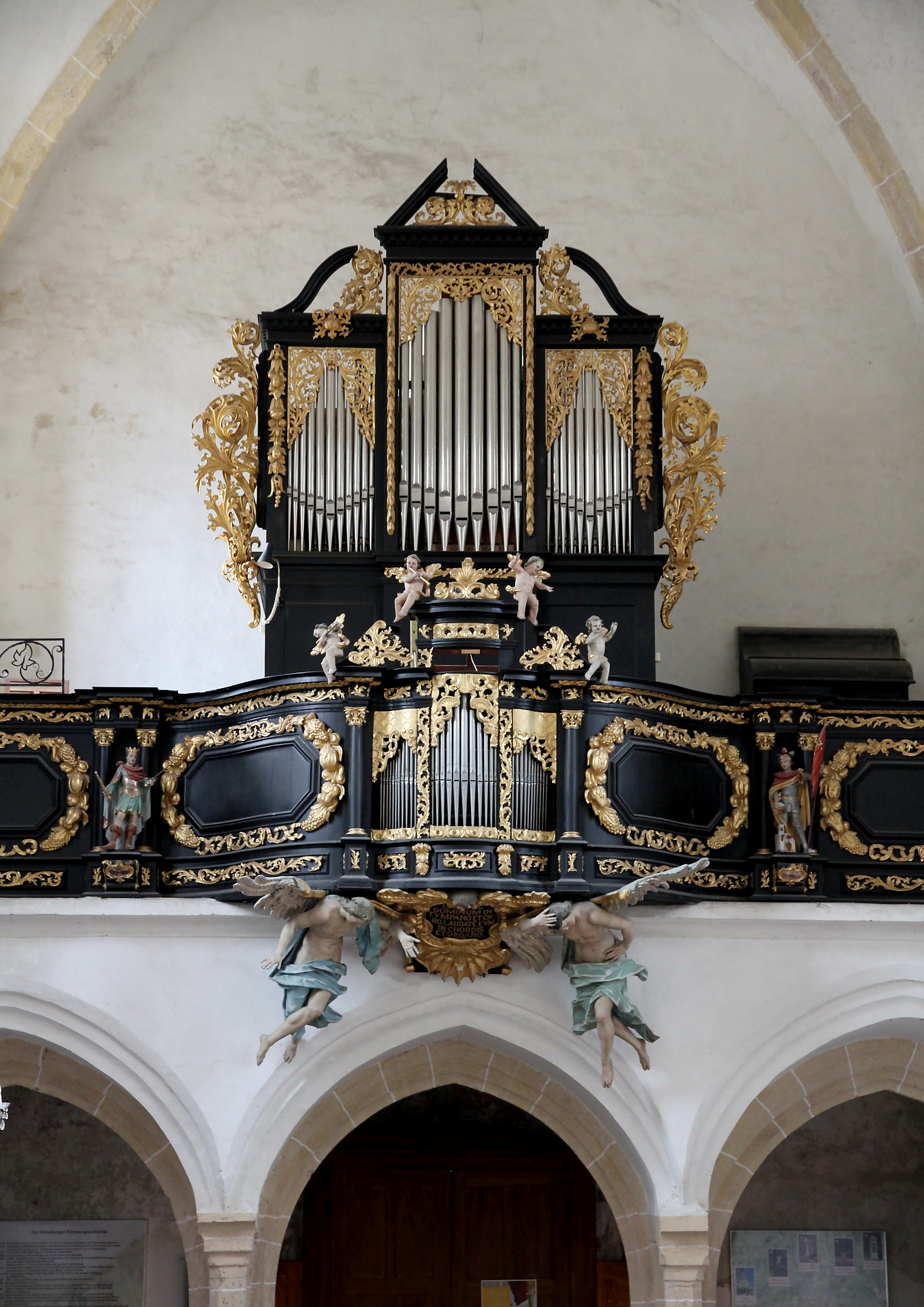
Orgelbrüstung mit Orgelprospekt und Brüstungspositiv